# Josep Llinàs
Josep Antoni Llinàs i Carmona (Castellón de la Plana, España 1945) es un arquitecto y profesor universitario.

## Biografía
Estudió arquitectura en la Escuela Técnica Superior de Arquitectura de Barcelona. Posteriormente fue profesor de este centro, así como de la Escuela Técnica Superior de Arquitectura del Vallés y de la Universidad Ramon Llull.
Ha obtenido tres veces el Premio FAD, en el año 1977 en la categoría de interiorismo, el 1996 por la restauración del Teatro Metropol de Tarragona y el 2006 por la realización de la Biblioteca Jaume Fuster de Barcelona. Asimismo el año 1995 fue galardonado con el Premio Ciudad de Barcelona de arquitectura, en 2000 con el Premio de la V Bienal Española de Arquitectura y Urbanismo por la Biblioteca Central de Terrasa y el 2006 con el Premio Nacional de Arquitectura y Espacio Público concedido por la Generalidad de Cataluña por la realización de la Biblioteca Jaume Fuster.

## Obra seleccionada
- 1972: Edificio de viviendas en El Carmelo (Barcelona).
- 1977: Edificio de viviendas en Berga.
- 1985: CAP de Ripollet.
- 1986: Biblioteca municipal de Vilaseca.
- 1989: Biblioteca y departamentos de la Escuela de Ingenieros de Caminos de Barcelona.
- 1995: Edificio de viviendas en la calle del Carmen 55 de Barcelona.
- 1995: Edificio de dirección de la Facultad de Informática de Barcelona.
- 1995: Reforma del Teatro Metropol de Tarragona.
- 1996: Ayuntamiento de Vilaseca.
- 1996: Edificio de aulas y bar de la Facultad de Derecho de la Universidad de Barcelona.
- 1997: Biblioteca Central de Tarrasa.
- 2000: Torre del Faro de Torredembarra.
- 2001: Escuela Pit-roig de Barcelona.
- 2002: Biblioteca Vila de Gracia de Barcelona.
- 2003: Manzana Fort Pienc de Barcelona.
- 2006: Biblioteca Jaume Fuster de Barcelona.
- 2009: Sede del Instituto de Microcirugía Ocular (IMO) en Barcelona.